# Chevry-Cossigny
Pour les articles homonymes, voir Chevry.
Chevry-Cossigny (prononcé [ʃəvʁi kɔsiɲi] ) est une commune française située dans le département de Seine-et-Marne, en région Île-de-France.

## Géographie

### Localisation

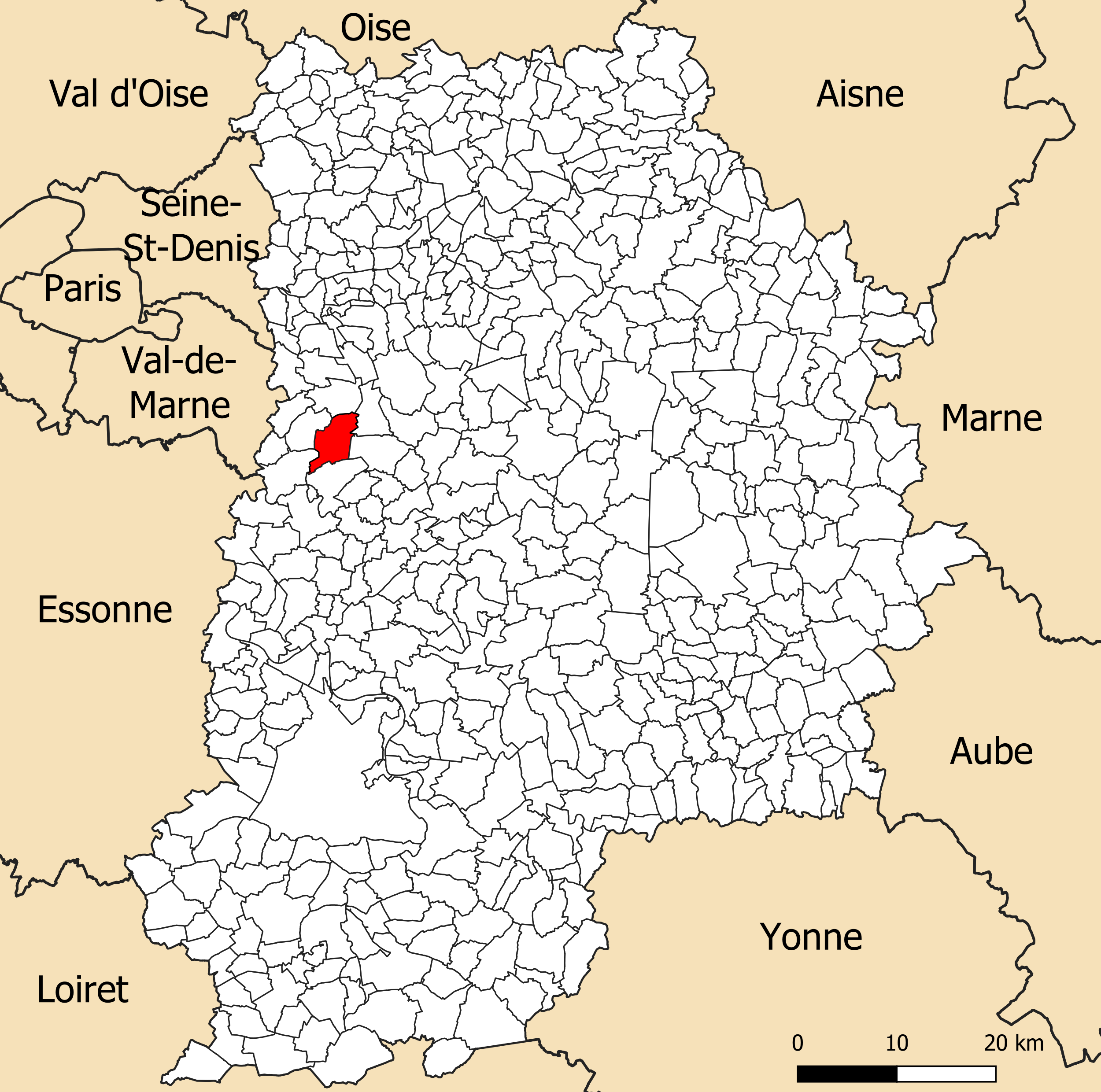
Localisation de la commune de Chevry-Cossigny dans le département de Seine-et-Marne.

Chevry-Cossigny est une commune périurbaine du plateau de la Brie, situé à vol d'oiseau à 27 kilomètres de Paris, 21 kilomètres de Melun (préfecture), 35 kilomètres de Fontainebleau, 31 kilomètres de Meaux, 51 kilomètres de Provins et à 14 kilomètres de Torcy (toutes quatre sous-préfectures).

### Communes limitrophes
Dans le sens horaire, en partant de la plus au nord, les communes limitrophes incluent Ozoir-la-Ferrière (4 kilomètres), Gretz-Armainvilliers (6 kilomètres), Grisy-Suisnes (4 kilomètres), Brie-Comte-Robert (5 kilomètres) et Férolles-Attilly (2 kilomètres).

### Géologie et relief
La composition géologique locale est essentiellement sédimentaire. Le territoire de la commune appartient au plateau de la Brie, constituée en surface par l’entablement des meulières, recouvertes par un manteau irrégulier d’argiles et de lœss (limon de plateau), d’où émergent quelques buttes de sables de Fontainebleau.
L'altitude de la commune varie de 93 mètres à 108 mètres pour le point le plus haut, le centre du bourg se situant à environ 100 mètres d'altitude (mairie). Elle est classée en zone de sismicité 1, correspondant à une sismicité très faible.

### Hydrographie
Le système hydrographique de la commune se compose de six cours d'eau référencés :
- le Réveillon, affluent de l'Yerres[4], d'une longueur de 21,60 km, ainsi que trois de ses affluents ;
  - le fossé 01 du Plessis-les-Nonains, 3,75 km[5] ;
  - le ru du Coupe Gorge, 1,36 km[6] ;
  - le fossé 01 de la commune de Chevry-Cossigny , 1,77 km[7] ;
- la Barbançonne, long de 12,10 km[8] ;
- le canal 01 de Cossigny, 2,65 km[9], qui conflue avec la Barbançonne.

La longueur totale des cours d'eau sur la commune est de 15,83 km.

### Climat
Pour des articles plus généraux, voir Climat de l'Île-de-France et Climat de Seine-et-Marne.
En 2010, le climat de la commune est de type climat océanique dégradé des plaines du Centre et du Nord, selon une étude du CNRS s'appuyant sur une série de données couvrant la période 1971-2000. En 2020, Météo-France publie une typologie des climats de la France métropolitaine dans laquelle la commune est exposée à un climat océanique altéré et est dans la région climatique Sud-ouest du bassin Parisien, caractérisée par une faible pluviométrie, notamment au printemps (120 à 150 mm) et un hiver froid (3,5 °C).
Pour la période 1971-2000, la température annuelle moyenne est de 11 °C, avec une amplitude thermique annuelle de 15,3 °C. Le cumul annuel moyen de précipitations est de 703 mm, avec 11 jours de précipitations en janvier et 7,8 jours en juillet. Pour la période 1991-2020, la température moyenne annuelle observée sur la station météorologique la plus proche, située sur la commune de Mandres-les-Roses à 9 km à vol d'oiseau, est de 11,9 °C et le cumul annuel moyen de précipitations est de 698,3 mm,. Pour l'avenir, les paramètres climatiques de la commune estimés pour 2050 selon différents scénarios d'émission de gaz à effet de serre sont consultables sur un site dédié publié par Météo-France en novembre 2022.

### Milieux naturels et biodiversité

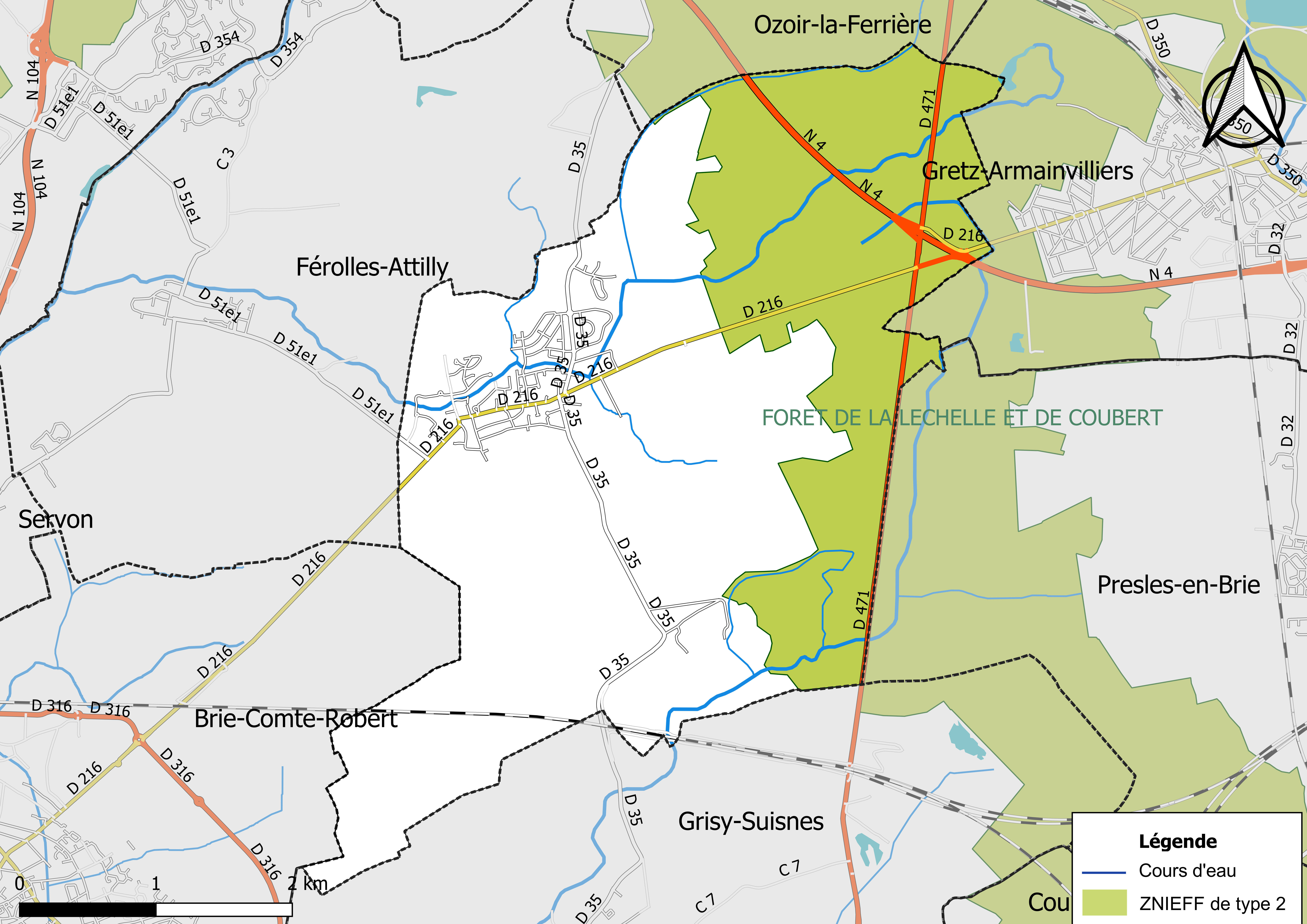
Carte des ZNIEFF de type 2 localisées sur la commune.

L’inventaire des zones naturelles d'intérêt écologique, faunistique et floristique (ZNIEFF) a pour objectif de réaliser une couverture des zones les plus intéressantes sur le plan écologique, essentiellement dans la perspective d’améliorer la connaissance du patrimoine naturel national et de fournir aux différents décideurs un outil d’aide à la prise en compte de l’environnement dans l’aménagement du territoire.
Le territoire communal de Chevry-Cossigny comprend un ZNIEFF de type 2,, la « forêt de la Léchelle et de Coubert » (2 069,22 ha), couvrant 9 communes du département.

## Urbanisme

### Typologie
Au 1er janvier 2024, Chevry-Cossigny est catégorisée bourg rural, selon la nouvelle grille communale de densité à sept niveaux définie par l'Insee en 2022.
Elle appartient à l'unité urbaine de Chevry-Cossigny, une unité urbaine monocommunale constituant une ville isolée,. Par ailleurs la commune fait partie de l'aire d'attraction de Paris, dont elle est une commune de la couronne,. Cette aire regroupe 1 929 communes,.

### Lieux-dits et écarts
La commune compte 57 lieux-dits administratifs répertoriés consultables ici dont Cossigny (source : le fichier Fantoir).

### Occupation des sols
En 2018, le territoire de la commune se répartit en 54,9 % de terres arables, 33,7 % de forêts, 7,9 % de zones urbanisées, 2,7 % de cultures permanentes, 0,7 % de milieux à végétation arbusive et/ou herbacée et < 0,5 % d’espaces verts artificialisés non agricoles.

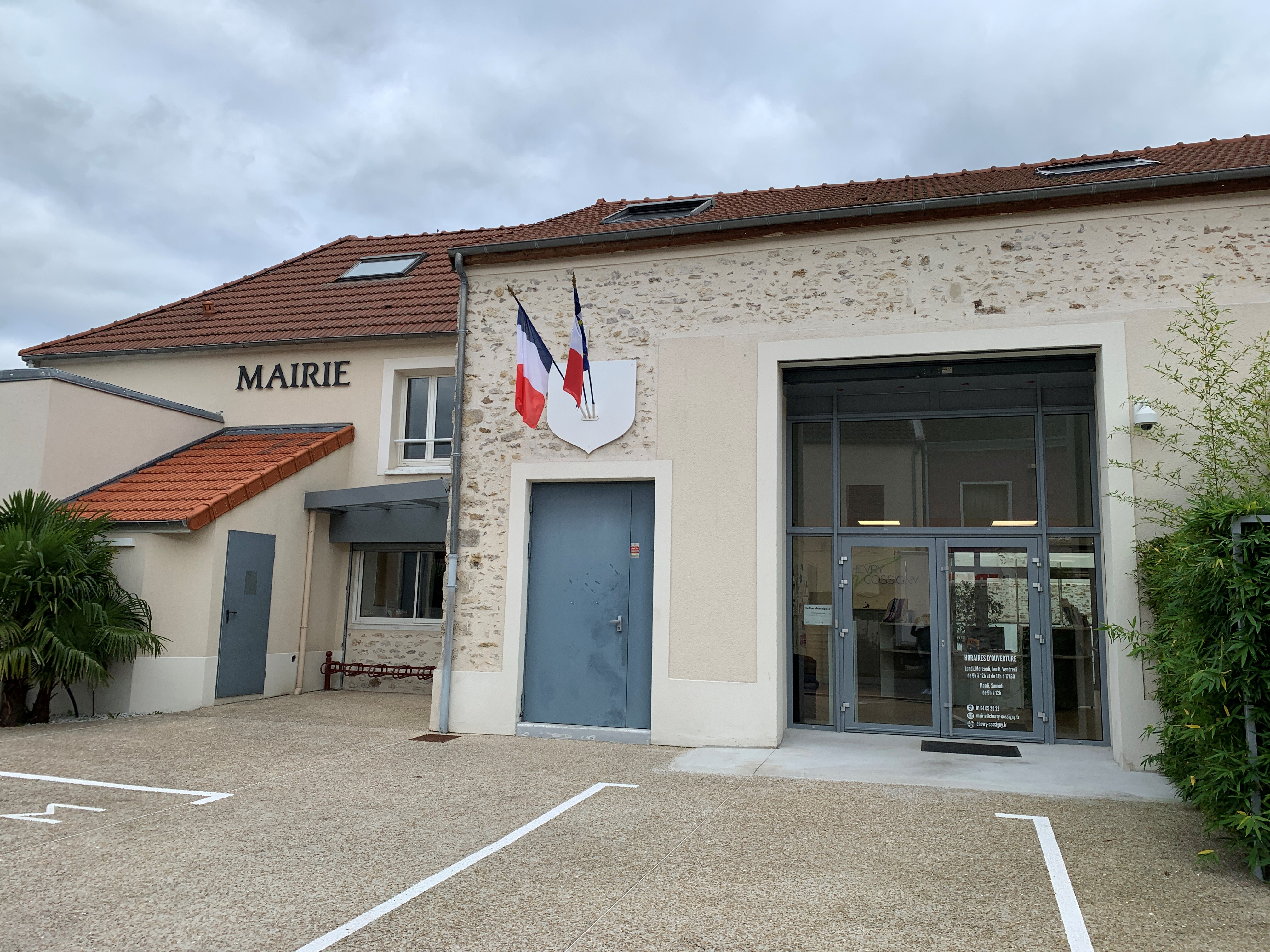
Mairie de Chevry-Cossigny

### Logement
En 2014, le nombre total de logements dans la commune était de 1 507 (dont 76,8 % de maisons et 23 % d’appartements).
Parmi ces logements, 95,9 % étaient des résidences principales, 1,4 % des résidences secondaires et 2,7 % des logements vacants.
La part des ménages propriétaires de leur résidence principale s’élevait à 76,2 % contre 22,1 % de locataires.
La part de logements HLM loués vides (logements sociaux) était de 8 %.

### Voies de communication et transports

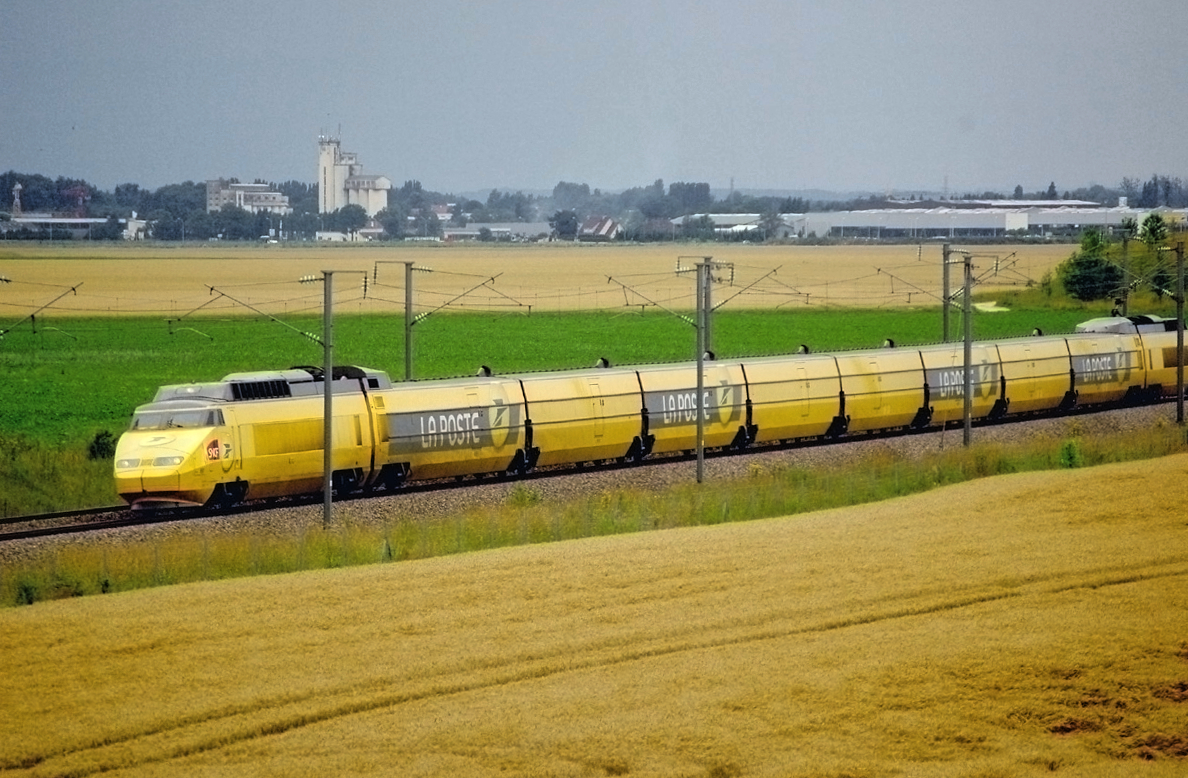
Rame d'un TGV postal à hauteur de la bifurcation de Chevry (77).

#### Voies de communication
Le nord de la commune est traversé par la route nationale 4 et le sud est aisément accessible par l'ex-route nationale 19.

#### Transports
Chevry-Cossigny a donné son nom à la bifurcation de la LGV Interconnexion Est, dont une branche va vers Lille et l'autre vers Lyon. La gare la plus proche est celle de Gretz-Armainvilliers.
Chevry-Cossigny est desservi par deux lignes de bus du Réseau de bus du Pays Briard, depuis le 1er janvier 2023 :
- 6 : Chevry-Cossigny ⥋ Brie-Comte-Robert ⥋ Évry-Grégy-sur-Yerres ⥋ Melun[27]
- EX16 : Lieusaint ⥋ Brie-Comte-Robert ⥋ Chevry-Cossigny ⥋ Ozoir-la-Ferrière ⥋ Serris[27]

La ville est également desservie par une ligne du Réseau de bus Meaux et Ourcq :
- 02E : Melun ⥋ Brie-Comte-Robert ⥋ Chevry-Cossigny ⥋ Gretz-Armainvilliers ⥋ Tournan-en-Brie ⥋ Villeneuve-le-Comte ⥋ Villeneuve-Saint-Denis ⥋ Serris ⥋ Nanteuil-lès-Meaux ⥋ Meaux[27],[28]

Depuis le 1er octobre 2008, un nouveau service permet de se déplacer entre les communes de Brie-Comte-Robert, Servon ou encore Chevry-Cossigny, c'est le Proxi'Bus, service géré par la communauté de communes de l'Orée de la Brie et par le Réseau de Bus du Pays Briard, le service est payant au même prix qu'un ticket t+.

## Toponymie
Formes anciennes de Chevry : Vicus Capriacus en 1140, Chevery en 1187, Chavriacum en 1204, Chivriacum en 1218, Capriacum en 1234, Chevriacum en 1241, Chevri en 1242, Chevry-en-Brie en la chastellerie de Corbueil en 1380.
Formes anciennes de Cossigny : Quocigni en 1178, Cocigniacum au XIIIe siècle, Cocigni en 1208, Quocigni en 1210, Coscigniacum en 1240, Cociniacum en 1249, Coceigniacum en 1257, Cotegniacum et Coceigni en 1275, Cocegni en 1278, Concigni en 1319, Cossegny en la prevosté et chastellerie de Tournant en Brie en 1343, Cossigny en 1466, Ecclesia parrochialis de Conciciano vel de Ceneiriano vers 1525.
La commune de Chevry, instituée lors de la Révolution française, absorbe aux termes du décret du 23 mai 1810 celle de Cossigny.
Ancienne paroisse Saint Waast du diocèse de Sens, Cossigny possédait une église qui fut démolie en 1809 dont l'évêque de Paris était le collateur. La commune, qui était de l'élection et de la généralité de Paris, fut supprimée par décret du 23 mai 1810 et forme avec Chevry une nouvelle commune depuis le 26 janvier 1811.

## Histoire
Chevry-Cossigny (nommée pour la première fois Capriacum-Cossiniacum) est formée de deux anciennes paroisses, Chevry et Cossigny, sur lesquelles l’abbaye Notre-Dame d'Yerres prélevait les dîmes. Les deux villages remontent au XIIe siècle. Chacun avait un manoir et une église. Les premiers seigneurs de Chevry furent ceux qui prirent le nom de la localité. Evrat de Chevry vivait sous Philippe-Auguste. Ses descendants gardèrent la terre de Chevry jusqu’à la fin du XVe siècle. En 1500, cette terre passa aux Bescherel ; vers 1550, aux Villeblanche ; en 1594, à Jean de Fourcy, qui la céda, en 1630, au duc de Chevreuse, auquel succédèrent, dans l’espace de moins de 50 ans le Président de Mesmes et Claude de Bois-Lève seigneur de Lésigny, dont la fille unique, Gabrielle, porta les biens paternels en dot à François-Pierre de la Forêt d’Armaillé. En 1704, elle était veuve : ses enfants vendirent la seigneurie de Chevry au duc de Penthièvre.
À Cossigny, on note comme seigneur et contemporain d’Evrat de Chevry, un sieur Gauthier de Cocimiaco, d’origine étrangère. Nul doute que cette famille, qui posséda la terre de Cossigny jusqu’au XVIe siècle, ne l’ait baptisé de son nom. En 1510, celle-ci passa à la famille de Pierre du Pré dont la fille unique épousa Robert de la Forest, seigneur de Vignolles. En 1515 Jehan du Pré seigneur de Cossigny achète de Jehan de Reilhac seigneur de Bonneuil et de la Queue en partie, une rente de 40 sous parisis sur une maison sise "sur le cay de la rue de Seyne". (Parchemin Joursanvault). En 1723, le domaine de Cossigny était acquis par Claude de Lamarre, secrétaire du roi et en 1765, par Jean Baptiste Levasseur, écuyer, que ses descendants conservèrent jusqu’à la Révolution française. Le domaine de Levasseur appartient aujourd’hui[Quand ?] à M. Cottin-Angar, directeur général de la société d’assurance mutuelle de la rue Royale à Paris, fondée en 1819 par son aïeul maternel, M. Didier Angar. Il fut acquis au commencement du XIXe siècle par son grand-père, M.Cottin, qui a réuni à cette propriété de 550 hectares, d’un seul tenant et sans enclave, la forêt de la Léchelle, les Bois de Passy et le petit domaine de la Plata situés sur la commune de Presles où se trouve une coquette construction moderne.
Cossigny est certainement un des plus beaux domaines et des plus giboyeux de Seine-et-Marne. Son parc clos, d’une contenance de plus de cent hectares, fort bien dessiné, renferme de beaux arbres et de belles eaux. Selon un plan de Mahaut de 1779 établi pour Mme veuve Levavasseur, le logement seigneurial dit de la petite ferme était à côté de la ferme de Cossigny actuelle. Une église et un cimetière, actuellement disparus étaient à proximité. Il reste la ferme qui a groupé celle de la porte, de la chapelle Saint-Martin et de Bagnedoux. Elle est bien aménagée comme une étendue en cour et en bâtiments légués par Levasseur. À cet égard, c’était encore une des fermes les mieux achalandées de l’ancien régime en Brie. Cependant seule la partie habitée a conservé son caractère antique avec son vieux portail cintré et son élévation de toiture. Sa tour en forme de donjon, avec ses encoignures de grès apparents, trahissent une construction XVIe siècle du temps d’Henri II ; mais tels qu’ils sont, ces bâtiments ne sont qu’une fraction de ceux du château seigneurial du temps passé. En effet, d’après le plan de Mahaut de 1779, le domaine de Cossigny comportait des ruines d’un vieux château seigneurial, composé d’un seul logement pour le garde ; ce domaine était entouré de fossés qui subsistent encore aujourd’hui. Une villa de style italien a été édifiée dans ce parc au XIXe siècle et existait encore en 1923 date à laquelle le domaine a été acheté par M. Maurice Frings ; la villa a été détruite et remplacée par un manoir en meulière achevé en 1927. Ce manoir existe toujours.
Le château du bourg de Chevry existait encore en 1629. On ne sait plus rien de lui à partir de ce moment ; il reste des vestiges de fossés et de substructions suffisants pour en déterminer l’emplacement. On a trouvé à Chevry-Cossigny des armes de guerre, des statues en bronze, des monnaies et des médailles. L’église de Cossigny a été démolie en 1809 et sa commune annexée à celle de Chevry depuis 1810. On y voyait une tombe de Catherine Allegrain, veuve de Jean du Pré et une autre de JR de la Forest, décédé en 1705, en son château de Vignolles. Il faut retenir trois fiefs principaux. Beauverger, Passy et la Marsaudière dont chacun avait son château et sa seigneurie.
Au XIXe siècle, Passy échut à la famille Selves. L’un d'eux, Henri Selves, avait installé en 1831, une belle imprimerie dans sa propriété. Henri Selves a été député de Seine-et-Marne. Le fief des seigneuries de Beauverger passa au XIXe siècle à un notaire de Paris, M. Petit. Celui de la Marsaudière, a été la propriété de Claude-Auguste Petit de Beauverger, ancien préfet créé, sous le Premier Empire, baron. Son petit-fils Auguste Edmond Petit de Beauverger, a été député de Seine-et-Marne et sa descendance possède encore le château moderne et le domaine de la Marsaudière en la personne du baron Arthur de Beauverger[réf. nécessaire].

### Circonscriptions d'Ancien Régime
Chevry et Cossigny appartenaient à l'élection et à la généralité de Paris, au diocèse de Paris, doyenné du Vieux-Corbeil[réf. nécessaire].

## Politique et administration

### Rattachements administratifs et électoraux
Chevry-Cossigny se trouve dans le département de Seine-et-Marne. Rattachée depuis la Révolution française à l'arrondissement de Melun, elle intègre le 1er janvier 2017 l'arrondissement de Torcy afin de faire coïncider les limites d'arrondissement et celles des intercommunalités.
Elle fait partie depuis 1988 de la neuvième circonscription de Seine-et-Marne.
La commune faisait partie 1793 du canton de Brie-Comte-Robert avant d'être rattachée au canton d'Ozoir-la-Ferrière dans le cadre du redécoupage cantonal de 2014 en France.

### Intercommunalité
La commune est membre de la communauté de communes de l'Orée de la Brie, créée fin 2003.

### Engagements de la commune
Chevry-Cossigny a adopté le label RespectZone en avril 2016. Elle s'engage ainsi contre la haine et prône le respect d'autrui.

### Tendances politiques et résultats

#### Élections présidentielles
- Élection présidentielle de 2017[36]: 42,16 % pour Emmanuel Macron (REM), 26,02 % pour Marine Le Pen (FN), 75,81 % de participation.

### Politique de développement durable
Afin de favoriser la biodiversité, la commune a fait installer en 2018 un rucher et a signé une convention avec la ligue pour la protection des oiseaux (LPO), afin de classer la coulée verte en refuge pour les oiseaux.

## Population et société

### Démographie
L'évolution du nombre d'habitants est connue à travers les recensements de la population effectués dans la commune depuis 1793. Pour les communes de moins de 10 000 habitants, une enquête de recensement portant sur toute la population est réalisée tous les cinq ans, les populations de référence des années intermédiaires étant quant à elles estimées par interpolation ou extrapolation. Pour la commune, le premier recensement exhaustif entrant dans le cadre du nouveau dispositif a été réalisé en 2004.

En 2022, la commune comptait 4 019 habitants, en évolution de +1,26 % par rapport à 2016 (Seine-et-Marne : +3,92 %, France hors Mayotte : +2,11 %).
| 1793 | 1800 | 1806 | 1821 | 1831 | 1836 | 1841 | 1846 | 1851 |
| ---- | ---- | ---- | ---- | ---- | ---- | ---- | ---- | ---- |
| 460  | 551  | 512  | 623  | 697  | 707  | 691  | 660  | 660  |

| 1856 | 1861 | 1866 | 1872 | 1876 | 1881 | 1886 | 1891 | 1896 |
| ---- | ---- | ---- | ---- | ---- | ---- | ---- | ---- | ---- |
| 624  | 687  | 701  | 786  | 800  | 759  | 791  | 785  | 785  |

| 1901 | 1906 | 1911 | 1921 | 1926 | 1931 | 1936 | 1946 | 1954 |
| ---- | ---- | ---- | ---- | ---- | ---- | ---- | ---- | ---- |
| 746  | 772  | 778  | 712  | 761  | 837  | 760  | 747  | 757  |

| 1962 | 1968 | 1975  | 1982  | 1990  | 1999  | 2004  | 2006  | 2009  |
| ---- | ---- | ----- | ----- | ----- | ----- | ----- | ----- | ----- |
| 814  | 970  | 1 255 | 1 722 | 1 954 | 3 315 | 3 525 | 3 630 | 3 687 |

| 2014  | 2019  | 2022  | - | - | - | - | - | - |
| ----- | ----- | ----- | - | - | - | - | - | - |
| 3 995 | 3 927 | 4 019 | - | - | - | - | - | - |

### Enseignement
- École élémentaire Normandie-Niémen, rue Marcel Pagnol
- École maternelle Pohren-Hoisey, rue Albert Dauvergne

### Santé
Un pôle santé accueille en 2016 neuf professionnels de santé

### Sécurité
La commune a inauguré en 2016 un poste de police municipale, situé Rue Charles Pathé et doté, à sa création, de deux agents. La commune prévoit la mise en place la même année d'un dispositif de vidéosurveillance. Elle a également mis en place en 2016 un conseil des droits et devoirs des familles, lieu d’écoute et un cadre de dialogue pour les familles ayant des difficultés à exercer leur autorité parentale, et destiné à prévenir la petite délinquance et les incivilités.

### Manifestations culturelles et festivités
- Festival Rock'Ambolesk créé en 2007 se déroule entre fin juin et début juillet[réf. nécessaire].

## Économie

### Revenus de la population et fiscalité
En 2018, le nombre de ménages fiscaux de la commune était de 1 439 (dont 74 % imposés), représentant 3 940 personnes et la  médiane du revenu disponible par unité de consommation  de 27 480 euros, le 1er décile étant de 15 900 euros avec un rapport interdécile de 2,8.

### Emploi
En 2018, le nombre total d’emplois dans la zone était de 963, occupant 2 023 actifs  résidants (dont 10,4 % dans la commune de résidence et 89,6 % dans une commune autre que la commune de résidence).
Le taux d'activité de la population (actifs ayant un emploi) âgée de 15 à 64 ans s'élevait à 73,6 % contre un taux de chômage de 5,8 %.
Les 20,6 % d’inactifs se répartissent de la façon suivante : 11,2 % d’étudiants et stagiaires non rémunérés, 5,2 % de retraités ou préretraités et 4,1 % pour les autres inactifs.

### Secteurs d'activité

#### Entreprises et commerces
En 2019, le nombre d’unités légales et d’établissements (activités marchandes hors agriculture) par secteur d'activité était de 291 dont 23 dans l’industrie manufacturière, industries extractives et autres, 48 dans la construction, 74 dans le commerce de gros et de détail, transports, hébergement et restauration, 12 dans l’Information et communication, 7 dans les activités financières et d'assurance, 6 dans les activités immobilières, 47 dans les activités spécialisées, scientifiques et techniques et activités de services administratifs et de soutien, 42 dans l’administration publique, enseignement, santé humaine et action sociale et 32  étaient relatifs aux autres activités de services.
En 2020, 44 entreprises ont été créées sur le territoire de la commune, dont 36 individuelles.
Au 1er janvier 2021, la commune ne disposait pas d’hôtel et de terrain de camping.
En 2011, un réseau de fibre optique FTTH (jusqu'à l'habitant) est déployé sur la totalité de la commune dans le cadre d'un projet pilote national. Ce réseau permet à l'ensemble des Chevriards de profiter d'Internet en Très Haut Débit à travers les services de plusieurs opérateurs dont Orange, Wibox et Comcable.

## Culture locale et patrimoine

### Monuments et lieux remarquables
- Jardin d'agrément et verger dit parc du château de Cossigny[58] ;
- Jardin d'agrément dit parc du domaine de la Marsaudière[59].

### Autres lieux et monuments

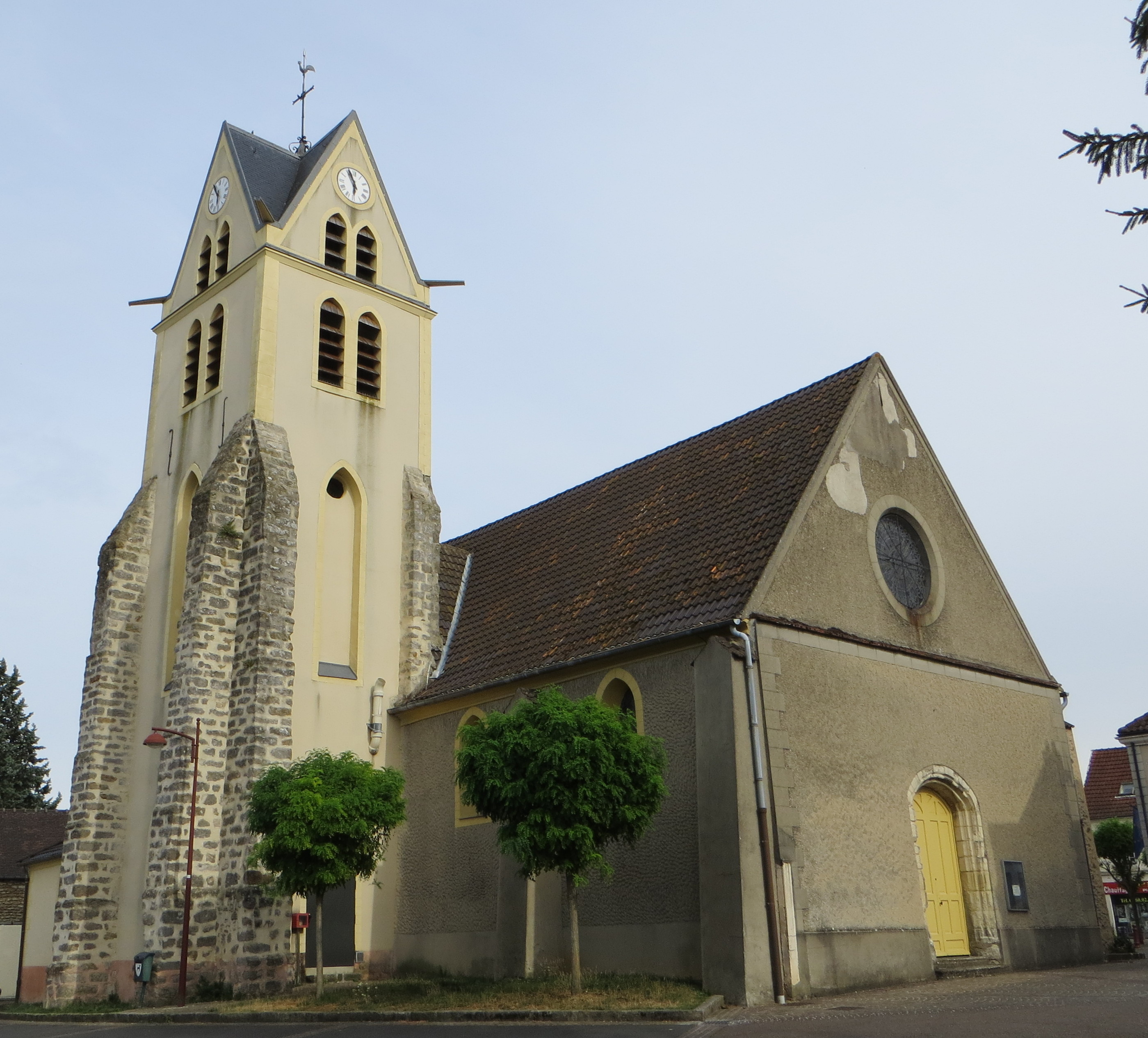
Église Notre-Dame-de-l'Assomption - cloche de l'église sonnant 18 h Fichier:Chevry-Cossigny - Cloche de l'église Notre-Dame-de-l'Assomption.ogg

- L’église de Chevry n’a qu’une nef. Restaurée au XIVe siècle, ruinée par les guerres au XVe siècle, elle a été rebâtie au XVIe siècle. Elle montre un clocher à quatre pignons qui possède une cloche de l’an 1534. À noter dans l’église un bénitier portant la date de 1697.

### Personnalités liées à la commune
- Solide candidat au titre de plus célèbre enfant de Chevry-Cossigny, Charles Pathé y naît le 26 décembre 1863. Il est à l'origine d'un des premiers empires du cinéma, la maison Pathé.
- Edmond Aman-Jean peintre français 1858-1936 élève de l'école des beaux arts, congénère du peintre Seurat avec lequel il partage un atelier.
- Auguste-Edmond Petit de Beauverger (1818-1873), député-maire de Chevry-Cossigny
- Quelques personnalités médiatiques (humoristes, artistes, chanteurs, auteurs et compositeurs français) très en vue vivent au calme dans ce village discret.

### Héraldique
| Blason de Chevry-Cossigny | Blason  | De gueules au chevron d’argent chargé d’un chevron d’azur, accompagné de trois quintefeuilles d’or surmonté d’un lambel aussi d’argent. |
| Blason de Chevry-Cossigny | Détails | Le statut officiel du blason reste à déterminer. |
| Blason de Chevry-Cossigny | Alias   | De gueules à deux chevrons jumelés d’azur et d’argent, accompagnés de trois quarte-feuilles d’or boutonnées du même ; au lambel à l’antique, le fil d’or et les pendants du même vidés du champ. * Il y a là non-respect de la règle de contrariété des couleurs : ces armes sont fautives (azur sur gueules). |